# Leonard Legaspi
Leonard Zamora Legaspi (Meycauayan, 25 november 1935 – Manilla, 8 augustus 2014) was een Filipijnse rooms-katholieke geestelijke. Legaspi was van 1983 tot 2012 de aartsbisschop van Caceres. Van 1987 tot 1991 was hij de president van de Filipijnse bisschoppenconferentie.
Legaspi werd tot priester gewijd op 17 december 1960. Op 41-jarige leeftijd werd hij benoemd tot hulpbisschop van het Aartsbisdom Manilla en titulair bisschop van Elephantaria in Mauretania. Zes jaar later, op 20 oktober 1983, volgde zijn benoeming tot aartsbisschop van het Aartsbisdom Caceres. Van 1987 tot 1991 was hij president van de Filipijnse bisschoppenconferentie. Op 8 september 2012 ging Legaspi met pensioen en werd hij opgevolgd door de prelaat van Infanta, Rolando Joven Tria Tirona..
Hij overleed op 78-jarige leeftijd in de ziekenafdeling van University of Santo Tomas (waar hij in 1968 rector magnificus werd) in Manilla.